# Uncharted: L'abisso d'oro
Uncharted: L'abisso d'oro (Uncharted: Golden Abyss) è un videogioco d'avventura dinamica del 2011, sviluppato da SCE Bend Studio e pubblicato da Sony Interactive Entertainment in esclusiva per PlayStation Vita. Questo titolo rappresenta un prequel della celebre saga di videogiochi Uncharted, collocandosi cronologicamente alcuni anni prima degli eventi narrati in Uncharted: Drake's Fortune.
Il gioco è stato annunciato per la prima volta nel gennaio del 2011 durante una conferenza a Tokyo.

## Trama
La storia di Uncharted: L'abisso d'oro è ambientata prima degli eventi di Uncharted: Drake's Fortune e inizia con Nathan "Nate" Drake che segue il rivale Jason Dante attraverso un complesso di templi nella penisola di Panama. Dante ha ordinato al suo esercito di mercenari di uccidere Drake a vista; dopo una serie di scontri a fuoco, la piattaforma che Drake sta scalando viene colpita da un lanciarazzi.
Flashback: due settimane prima, i due vecchi amici Drake e Dante si recano a un sito di scavo a Panama, guidato dalla partner di Dante, Marisa Chase, la quale però nutre dei dubbi sulla sua lealtà. Nel sito sono stati rinvenuti i cadaveri di conquistadores spagnoli, apparentemente avvelenati, e una lapide con un simbolo visigoto. Chase mostra a Drake un amuleto appartenente alla civiltà di Quivira, che aveva tenuto nascosto a Dante. Lo scavo viene interrotto dal socio di Dante, il signore della guerra Roberto Guerro, che riesce a catturare Drake e Chase; tuttavia, i due riescono a fuggire dalla sua base grazie a un diversivo creato da Chase, che appicca un incendio. Nel frattempo, Dante riesce a negoziare con il criminale, voltando le spalle ai suoi colleghi.
In un'atmosfera di tranquillità, nello studio di Vincent Perez, nonno di Chase, quest'ultima rivela a Drake che suo nonno era l'archeologo a capo del sito, scomparso da tempo. Il vecchio Perez aveva assunto Dante per condurre ulteriori ricerche dopo aver ricevuto una diagnosi di malattia terminale. Dante, a sua volta, aveva pagato Guerro per l'accesso al sito in cambio di una quota del tesoro di Quivira, destinata a finanziare il suo conflitto. Chase era giunta al sito con la speranza di completare il lavoro del nonno. Indagando, Drake e Chase scoprono che il simbolo visigoto è collegato al Sete Cidades, un'antica setta cristiana dedicata alla ricerca delle sette città d'oro. Fra Marcos de Niza, un membro della setta, guidò nel XVI secolo la spedizione di Coronado alla ricerca di Cibola, la città dei Quivira, ipotizzando che fosse l'equivalente delle Sette Città; tuttavia, la spedizione si concluse senza risultati.
A seguito di ulteriori indizi, tra cui un riferimento a una "Spada di Stefano", i due seguono le tracce di Perez fino a un monastero in rovina dei Sete Cidades. Qui trovano Perez, deceduto a causa della sua malattia, e scoprono prove che portano Drake a sospettare che de Niza avesse deliberatamente fuorviato Coronado per motivi sconosciuti. Nei resti di una cripta rinvengono la spada di Stefano, appartenente a Esteban il Moro, un compagno di de Niza, sulla quale sono incisi indizi per trovare Quivira. Tuttavia, vengono interrotti da Dante, che li aveva seguiti insieme a Guerro.
Guerro afferra la spada, mentre Chase, infuriata per gli insulti di Dante, lo spinge giù da un balcone. Drake, sebbene riluttante, si allea con Dante per fuggire dalle rovine e dall'esercito di Guerro, ma non riescono a fermare la fuga di Guerro con Chase. Determinato a salvarla e a vendicarsi, Dante decide di ingaggiare un esercito di mercenari e i due si separano. Inizialmente titubante, Drake riesce a convincere Victor "Sully" Sullivan ad aiutarlo nella ricerca di Chase e nel completamento del lavoro di Perez. Seguendo una mappa ricavata dai simboli sulla spada, Drake e Sully si dirigono verso un complesso di templi che si crede sia l'ingresso alla leggendaria città di Quivira. Durante il percorso, si trovano coinvolti in una battaglia tra i mercenari di Dante e gli uomini di Guerro. Sully subisce un infortunio in una caduta, costringendo Drake a proseguire da solo.
Drake, sopravvissuto all'esplosione del prologo, continua a combattere contro i mercenari di Dante e si fa strada verso l'imponente ingresso di Quivira, dove riesce a salvare Chase dai resti dell'esercito di Guerro. Tuttavia, Chase insiste nel voler proseguire e Drake utilizza l'amuleto sul cancello d'ingresso per aprirlo. I due attraversano un vasto lago sotterraneo e giungono all'Abisso d'Oro, una gigantesca camera sotterranea le cui pareti sono rivestite d'oro. Qui trovano il cadavere di Esteban, sacrificato da Marcos. Improvvisamente, Chase scopre un contatore Geiger nel suo zaino che si attiva, rivelando che l'oro è radioattivo a causa di un giacimento di uranio nelle vicinanze. I due si rendono conto che la popolazione di Quivira è morta avvelenata dalle radiazioni e concludono che de Niza ha sacrificato Esteban, eliminato la sua scorta e fuorviato Coronado per impedire a chiunque di saccheggiare l'oro irradiato, considerandolo maledetto.
Tuttavia, Dante arriva e rivela di essere a conoscenza delle radiazioni da tempo, ma intende comunque vendere l'oro irradiato sul mercato nero. Drake lo sconfigge in un combattimento e fugge con Chase, mentre Dante lo ammonisce verbalmente per aver anteposto i principi morali al denaro. Una volta tornati al cancello, Chase fa detonare l'esplosivo che Guerro aveva piazzato in anticipo, sigillando la caverna e intrappolando Dante al suo interno. I due si ritrovano quindi a fuggire dalla caverna, sbaragliando quel che rimane dell'esercito di Dante, ma giunti all'uscita vengono attaccati da Guerro, armato di un lanciarazzi, che intrappola Chase sotto un pilastro caduto.
Drake riesce a prevalere su Guerro gettandolo attraverso un ponte danneggiato, poi libera Chase e insieme fuggono verso la superficie con l'aiuto di Sully. Prima di lasciare il luogo a bordo di un elicottero rubato da Sully, Chase getta via l'amuleto, affermando che Marcos aveva ragione quando sosteneva che l'oro di Quivira appartenesse "all'inferno", in quanto radioattivo. Sully interrompe i due prima che si bacino, e il gioco si conclude con loro mentre si dirigono verso l'elicottero, con Sully che inizia a raccontare una storia sulle infermiere di Buenos Aires.

## Personaggi
- Nathan Drake: è il protagonista del gioco. S'imbarcherà nella ricerca della città d'oro insieme a Marisa e Victor. Marisa Chase: è la coprotagonista del gioco. Supporta Drake nella sua avventura alla ricerca della città d'oro.
- Victor Sullivan: è il mentore di Drake. Lo assisterà durante il viaggio verso la città d'oro, affrontando l'esercito di Guerro e i mercenari di Dante.
- Roberto Guerro: è l'antagonista principale del gioco. Ambisce al tesoro della città d'oro guidando un esercito e viene soprannominato "El General".
- Jason Dante: è l'antagonista secondario del gioco e un tempo amico di Drake. Si scoprirà che ambisce al tesoro della città d'oro e guiderà un gruppo di mercenari contro l'esercito di Guerro.
- Vincent Perez: è un archeologo alla ricerca della città d'oro e nonno di Marisa Chase.

| Personaggio             | Doppiatore         | Doppiatore          |
| ----------------------- | ------------------ | ------------------- |
| Nathan "Nate" Drake     | Nolan North        | Matteo Zanotti      |
| Marisa Chase            | Christine Lakin    | Martina Felli       |
| Victor "Sully" Sullivan | Richard McGonagle  | Giovanni Battezzato |
| Roberto Guerro          | JB Blanc           | Gianni Gaude        |
| Jason Dante             | Jason Spisak       | Luca Sandri         |
| Vincent Perez           | Robin Atkin Downes | Tony Fuochi         |

## Caratteristiche
Ideato per essere utilizzato in due modalità distinte: una completamente touch e sensibile al sensore sixaxis della console, che richiede comunque un minimo utilizzo dei pulsanti, e l'altra con l'uso esclusivo dei pulsanti PlayStation. Questa seconda modalità non si discosta molto dall'utilizzo del DualShock 3 per la console Sony.
Il gioco è tanto impegnativo quanto le sue controparti per PlayStation 3, come Uncharted 2: Il covo dei ladri e Uncharted 3: L'inganno di Drake, presentando caratteristiche tecniche elevate che sfruttano in gran parte l'hardware della console.

## Accoglienza
La rivista Play Generation ha assegnato al gioco un punteggio di 90/100, apprezzando la longevità dell'avventura e la ricchezza dei segreti da scoprire, considerandolo il miglior titolo disponibile per PS Vita dell'epoca. Tra i difetti, sono stati segnalati l'assenza della modalità multigiocatore e la presenza di alcuni bug nei controlli e nella IA. Nonostante ciò, la rivista ha concluso che si trattava di un'avventura eccellente e completa, più lunga di quella di Uncharted 3: L'inganno di Drake, e rigiocabile nonostante non offrisse una modalità online.